# Opacifrons abhorrens
Opacifrons abhorrens är en tvåvingeart som beskrevs av Rohacek 1990. Opacifrons abhorrens ingår i släktet Opacifrons och familjen hoppflugor.
Artens utbredningsområde är Sverige. Inga underarter finns listade i Catalogue of Life.